# القناقية
القانقية قرية في ناحية شين[ ؟ ] التابعة لمنطقة تلكلخ في محافظة حمص. تقع غرب مدينة حمص.